# Stanisława Golec
Stanisława Golec OSC (ur. 29 lipca 1934 we wsi Jadwinowo na Białorusi, zm. 29 września 2018 w Międzyrzeczu) – polska zakonnica, była klaryska, w latach 1995–2000 ksieni klasztoru w Kaliszu.

## Życiorys
Profesję uroczystą złożyła 25 marca 1969 w klasztorze klarysek w Krakowie. W 1973 uzyskała dyplom w Wyższym Instytucie Katechetycznym WIK w Krakowie. Podczas pisania pracy dyplomowej zainteresowała się historią klarysek polskich, powstawaniem fundacji i wcielaniem w ich życie ideałów franciszkańskich i klariańskich.
Poznanie pierwotnej Reguły św. Klary spowodowało, że powzięła zamiar założenia w Polsce na jej podstawie nowej wspólnoty klarysek (dotąd istniejące klaryski polskie kierują się Regułą Urbana IV). W 1976 wyjechała do Umbrii we Włoszech, kilka miesięcy spędziła w protomonasterze w Asyżu, a po powrocie do kraju podjęła starania o nową fundację.
24 listopada 1976 – na podstawie zezwolenia władz zakonnych – wyjechała (z s. Bronisławą Kosydar) z krakowskiego klasztoru klarysek do Międzyrzecza w województwie lubuskim (dawniej wielkopolskim), w strony rodzinne. Zajęła się tam przebudowaniem domu jednorodzinnego w klasztor, a przede wszystkim zbudowaniem wspólnoty zakonnej, żyjącej pierwotną Regułą św. Klary. W tym czasie pełniła urząd przełożonej wspólnoty sióstr, a Stolica Apostolska pozwoliła jej przyjmować kandydatki.
W 1988 wszystkie siostry przeniosły się do Kalisza, gdzie s. Stanisława Golec rozpoczęła budowę domu zakonnego. W uroczystość św. Klary, 11 sierpnia 1995, biskup kaliski erygował klasztor i zamknął w nim klauzurę papieską. Na pierwszej kapitule wyborczej, która odbyła się 7 listopada 1995, został jej powierzony urząd matki ksieni, który piastowała do roku 2000.
W 2000 opuściła klasztor na własną prośbę.